# Три сестры (Таллин)
«Три сестры» (эст. Kolm Õde) — архитектурный ансамбль первой половины XV века в историческом центре Таллина, состоящий из трёх зданий, ныне — гостиница. Находится на улица Пикк, д. 71/ улица Толли, д. 2 (Pikk 71/Tolli 2, Tallinn 10133, Еstonia), вблизи бывшей орудийной башни «Толстая Маргарита» и церкви Олевисте. Внесён в Государственный регистр памятников культуры Эстонии как памятник архитектуры.

## История
Улица Пикк была одной из главных улиц города, в средневековье называвшемся Ревель. Улица была замощена в XV веке в период экономического и культурного расцвета города в составе Ганзейского союза, и на ней велась бойкая торговля рыбой, зерном, солью, мясом и пряностями. Первое упоминание о трёх домах на улице Пикк датируется 1372 годом, с тех пор известны имена всех владельцев, которыми являлись наиболее именитые горожане: богатые торговцы, старейшины торговых гильдий, городские советники, бургомистры, в том числе известный строитель Хинрик Свальберг.
Внешний вид зданий во многом сохранился с XV века, хотя интерьеры не раз подвергались реконструкции. Последняя из них была проведена в 2002—2003 годах, тогда купеческие дома были объединены и переделаны в дизайнерский отель.

## Архитектура

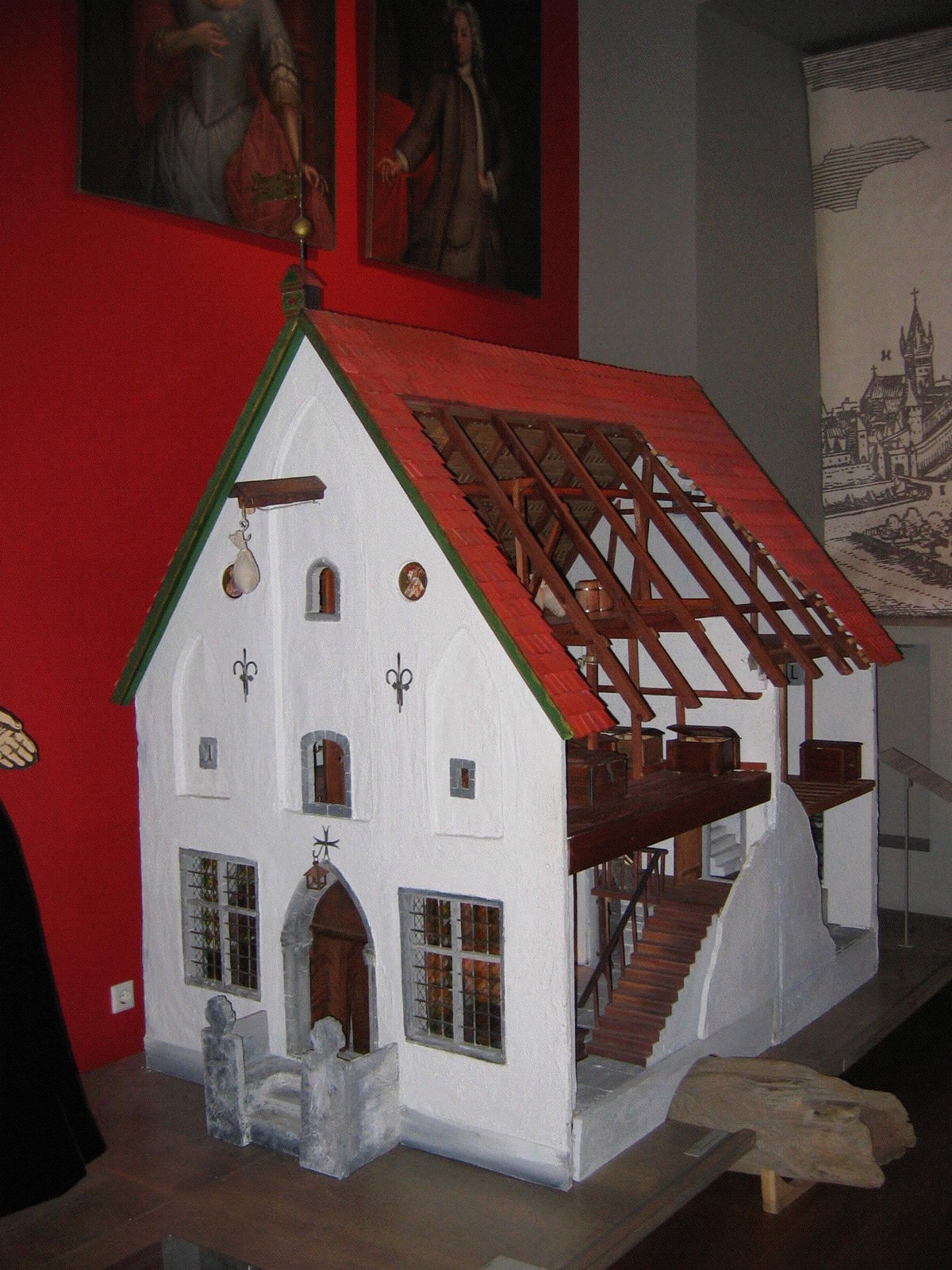
Макет средневекового купеческого дома в Таллинском городском музее

Дома расположены традиционно: торцами к улице. Более или менее без изменений сохранился фасад четырехэтажного дома слева. Только окна его первого этажа приобрели в XIX веке стрельчатую форму, сохранив при этом свои первоначальные переплеты из тесаного камня с горизонтальной перемычкой. Наряду с круглыми нишами используются трехлопастные, восходящие к аналогичным формам щипца церкви монастыря св. Бригитты в Пирита. Предполагают, что здесь работал тот же мастер 1430-х гг. В позднеготическом портале дома резная дверь с барочным декором середины XVII в. (мастер Ф. Гоппенштатт). Круглыми нишами был украшен и боковой фасад. Фасады двух других зданий в нижних этажах не сохранили свой первоначальный вид; в верхних этажах сохранились люки для товаров и блоки для их подъёма.
«Три сестры» объединяют в себе три типичных для ганзейского периода купеческих дома с высокой двускатной крышей. В таких домах жилые помещения располагались обычно на первом и втором этажах. Третий (и четвёртый) использовались для хранения товаров. Над окном верхнего этажа находится деревянная балка, на которую крепили лебёдку для поднятия и спуска мешков с товаром из складских помещений и закромов дома на улицу.
Внизу, при входе в дом с улицы, располагалась обширная передняя, в одном из углов которой находился очаг. Помещение было просторным, высотой в полтора-два этажа, и зачастую использовалось и как торговая контора, склад, и как мастерская. Из передней дверь вела прямо в жилую комнату. В это помещение, через расположенную в полу каменную плиту с отверстиями, поступал тёплый воздух из подвала, где находилась калориферная печь. Жилое помещение, как и передняя, тоже перекрывалось сверху балочным потолком. В стенах комнаты имелись ниши для кроватей и скамеек.
Самый маленький дом из этого ансамбля, расположенный справа и ближайший к городской стене, отличался от «старших сестёр» тем, что имел на первом этаже только одно помещение.